# Лубенский, Станислав
Станислав Лубенский (1574, окрестности Калиша — 16 апреля 1640, Варшава) — римско-католический и государственный деятель Речи Посполитой, епископ луцкий (1624—1627) и плоцкий (1627—1640), подканцлер великий коронный (1626—1628), секретарь королевский.

## Биография
Представитель польского шляхетского рода Лубенских герба «Помян». Старший брат — архиепископ гнезненский и примас Польши Мацей Лубенский (1572—1652).
После окончания иезуитского коллегиума в Калише, где он изучал военное дело и право, Станислав Лубенский учился в Граце, Риме и Перудже, став доктором права. С 1591 года — секретарь королевский. Аббат-коммендатор в Тынце.
Историк, считается одним из самых выдающихся историков XVII века. Был связан с польским королём Сигизмундом III Вазой и лагерем контрреформации. В 1593 году он сопровождал короля в поездке в Швецию. В 1613 году привёл в порядок церковный архив в краковском замке, потом в бенедиктинском монастыре в Тынце, которым руководил по поручению короля, собирал исторические материалы.
С 1614 года Станислав Лубенский был регентом королевской канцелярии, потом секретарем коронным, а с 1624 года — епископ луцкий, с 1626 года — подканцлер коронный. В 1627 году он получил сан епископа плоцкого. В 1628 году Станислав Лубенский отказался от печати подканцлера и усердно стал работать в своей епархии. В 1624 году был посвящён в епископы луцкие в Вавеле. Он был автором латинской хроники, содержащей описание рокоша Николая Зебжидовского. Заботился о развитии монашеской жизни и толерантно относился к иноверцам. Свою библиотеку передал плоцкому капитулу.
Его другом был польский поэт Матей Казимир Сарбевский.
В 1632 году был избран от Плоцкого воеводства на элекционный сейм, где поддержал кандидатуру Владислава IV Вазы на польский королевский престол.

## Наиболее ценные произведения
- Brevis narratio profectionis in Sueciam Sigismundi III…, 1593;
- De ortu, vita et morte Mathiae de Bużenin Pstrokoński… (1630);
- Ce motu civili in Polonia libri quatuor, Series. vitea, res gestes episcoporum Plocensium…, Kraków 1642;
- 'Opera posthuma historica historopolitica variigue discursus epistolae et aliquot orationes… (1643);
- Droga do Szwecji;
- Rozruchy domowe